# حشره‌خوارهای آبزی اوراسیایی
 حشره‌خوارهای آبزی اوراسیایی (نام علمی: Neomys) نام یک سرده از زیرخانواده حشره‌خوارهای دندان‌سرخ است.

## گونه‌ها
- حشره‌خوار آبی اوراسیا (Neomys fodiens) — (Pennant, ۱۷۷۱)
- حشره‌خوار آبی مدیترانه (Neomys anomalus) — Cabrera, ۱۹۰۷
- حشره‌خوار آبی قفقاز (Neomys teres) — Satunin, ۱۹۱۳